# 이천우 영정 및 이응도 목판
이천우 영정 및 이응도 목판(李天禑 影幀 및 二鷹圖 木板)은 대한민국 전라남도 영광군 묘량면, 이규헌가옥에 있는, 조선시대 전기의 무신인 이천우(1354년 ∼ 1417년) 선생의 초상화 1폭과 매가 조각된 목판 1점이다. 1987년 6월 1일 전라남도의 문화재자료 제146호로 지정되었다.

## 개요
조선 전기의 무신인 이천우(1354년 ∼ 1417년) 선생의 초상화 1폭과 매가 조각된 목판 1점이다.
이천우는 조선 태조 이성계의 형인 이원계의 아들로, 제1차 왕자의 난(1398년)과 제2차 왕자의 난(1400년)을 평정하여 공신이 되었고, 그후 병조판서 등을 지내었다.
초상화는 머리에 사모를 쓰고 관복을 입고 두 손을 소매 안으로 마주잡은 채 의자에 앉은 전신상이다. 약간 왼쪽을 바라보고, 관복에 좌우 옆트임을 두고 있어 조선 전기의 전형적인 화풍을 보여주고 있다. 태종 16년(1416년)에 처음 그렸던 원본을, 영조 50년(1774년) 당시 유명한 도화서 화원이었던 한종유가 옮겨 그리고, 1936년 이종원이란 화가가 다시 손질한 것이다. 얼굴과 관복에 흰 분을 짙게 바르고 그 위에 색을 덧칠하여 원래 색을 알 수 없음이 안타깝다.
이응도 목판은 초상화와 함께 태조가 하사한 것으로, 영조 때 그림을 옮겨 그리면서 함께 다시 제작한 것으로 보인다. 영조 때 문인인 유최기가 쓴 글이 있고 앞뒤에 각각 매가 한 마리씩 조각되어 있어 회화사 연구에 귀중한 자료가 되고 있다.

## 같이 보기
- 영광 이규헌 가옥

## 참고 자료
- 이천우 영정 및 이응도 목판 - 국가유산청 국가유산포털